# Купер, Фредерик Чарльз
Фредерик Чарльз Купер (англ. Frederick Charles Cooper; 1817, Ноттингем — 1883, Лондон) — британский художник, путешественник, антрополог и дипломат викторианской эпохи. Купер сопровождал Остина Генри Лейарда в его экспедиции на территорию древней Ассирии в 1849—1850 годах, и в этой поездке выполнил ряд детализированных акварелей и эскизов, которые запечатлели руины и артефакты Ниневии, окружающие пейзажи северного Ирака и Сирии, а также антропологические наблюдения и портреты современников художника и участников экспедиции.
Также он был почетным консулом королевы Виктории в Месопотамии и Курдистане.

## Биография

### Ранняя жизнь и художественные начинания
Фредерик Чарльз Купер родился в Ноттингеме. В возрасте примерно 25 лет Купер переезжает в Лондон, с надеждой утвердиться в качестве художника. В 1844 году, уже постоянно проживая в столице Англии, в доме 37 на Дорсет-сквер, он достигает первого важного рубежа в своей карьере, выставив работу «Офелия: фантастические венки она плела» на престижной ежегодной выставке Королевской академии художеств.

### Ассирийская экспедиция
В 1849 году Купер был выбран в качестве официального художника для экспедиции под руководством Остина Генри Лэйарда, археолога и дипломата. Экспедиция отправилась в районы, которые сегодня находятся на севере Ирака и Сирии, с целью раскопок Ниневии — древней столицы Ассирии, знаменитой своей архитектурой и ассоциациями с библейскими и иными религиозными текстами.
Попечители Британского музея, осознавая важность визуального документирования археологических раскопок, приняли решение о назначении Купера официальным иллюстратором экспедиции. Его задачей было тщательно зарисовывать и писать акварелью артефакты, постройки и пейзажи, которые обнаруживались в ходе исследований. Сам Лэйард, признавая роль Купера, писал в своей книге 1853 года: «Открытия среди руин Ниневии и Вавилона», что «помощь компетентного художника была крайне необходима, чтобы с точностью изобразить те памятники, которые из-за повреждений и разрушений не подлежали перемещению. Художественный талант Купера стал важным инструментом для сохранения визуальных записей открытий, особенно учитывая хрупкое и ухудшающееся состояние многих реликвий».
Источники утверждают, что отношения между Купером и Лэйардом были напряженными, и руководитель экспедиции испытывал личную неприязнь к Куперу, в основном из-за лени и излишней «богемности» последнего. Джон Кертис пишет:
«С самого начала было ясно, что Лэйард относился к Куперу с презрением и не уделял ему много внимания. Купер очень тосковал по дому, скучал по жене и даже нарисовал её портрет по памяти, который периодически доставал и разглядывал. Ему не нравилась местная еда, и он страдал от жары, которая постепенно становилась всё сильнее».
Экспедиция в Ниневию завершилась одним из важнейших археологических открытий XIX века — раскопками дворца Синаххериба. Среди многочисленных работ Купера, как художника экспедиции, были изображения ассирийских рельефов и монументальных скульптур, включая изображение знаменитых крылатых быков, охранявших вход во дворец; работа, изображающую двух львов у входа в святилище Нинурты; Нимруд. Одно особенно впечатляющее изображение демонстрирует, как гигантскую фигуру осторожно опускают на деревянную тележку с помощью веревок — сцена, которая передает масштаб и драматизм исследований.
Более пятидесяти оригинальных рисунков Купера из этой экспедиции сейчас находятся в коллекции Британского музея.

## Возвращение в Лондон и выставки
По возвращении в Лондон в 1851 году Купер представил публике визуальный отчет о путешествии, в виде экспозиции из 37 картин, оформленных в диораму в Готическом зале на Лоуэр-Гровенор-стрит.
Купер продолжал выставляться в Королевской академии, где демонстрировал работы, связанные с его опытом в Месопотамии. Его картина 1852 года «Сцена из раскопок Ниневии» была написана непосредственно по мотивам эскизов, сделанных на месте раскопок, как и его работа 1860 года «Равнины Ниневии с парома Таннера около Мосула».
Историк искусств Хуон Л. Маллальё писал в своем «Словаре британских художников-акварелистов до 1920 года»: «Пейзажи Купера эффектны, но его фигуры могут показаться довольно шаткими», а также, что: «Лэйард, похоже, присвоил себе некоторые из лучших работ Купера».
Несмотря на успех, Купер оставался недооцененной фигурой в мире искусства. В1860-х годах в Королевской Академии представлена одна из лучших работ художника «Девушка и Алхимик» (1860), в которой его традиционный реализм заменяется мистицизмом, являвшимся к тому времени неотъемлемой частью культуры викторианской Англии. Свою последнюю работу «Воспоминание» Купер выставил в Королевской академии в 1868 году, и это ознаменовало медленный конец его публичной художественной карьеры.

## Поздние годы и смерть
О поздней жизни Джорджа Фредерика Купера известно немного. Сведения о нём после 1870 года практически отсутствуют в доступных источниках. Считается, что он умер около 1880 года в Лондоне.
Помимо Британского музея, работы художника также представлены в нескольких галереях и частных собраниях.

## Галерея

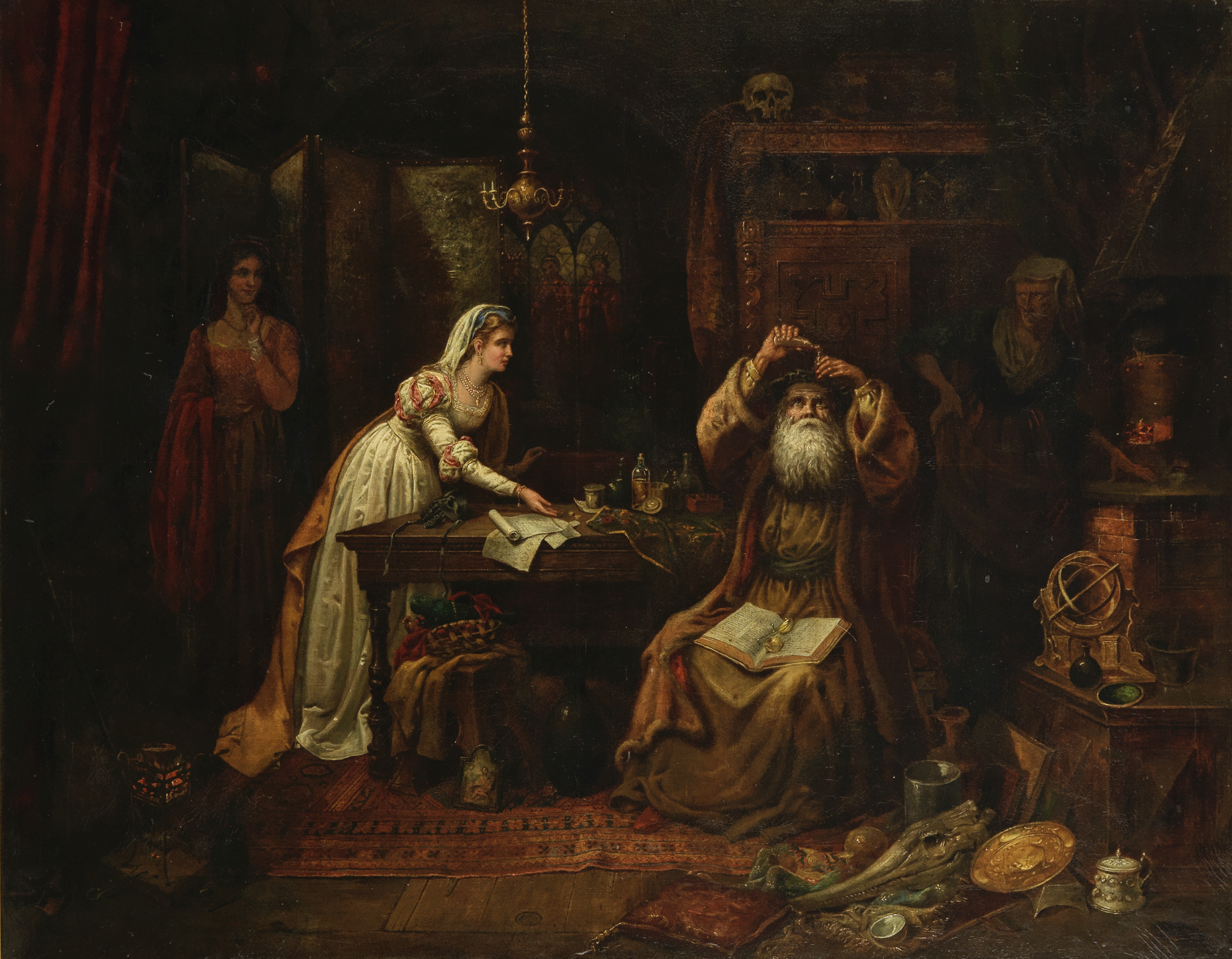
Девушка и Алхимик (1860). Масло, холст 86.8 x 110.5 см. Частная коллекция
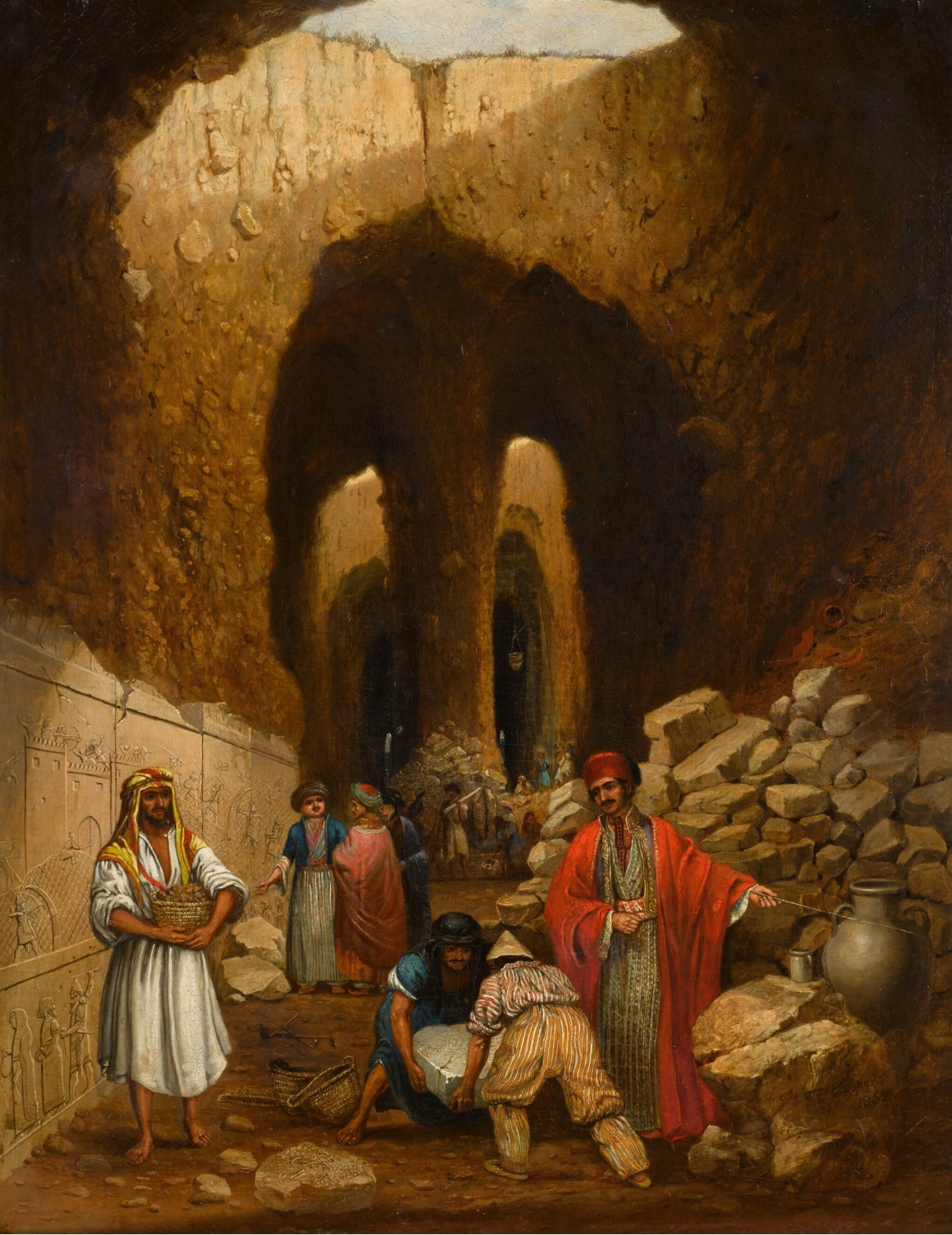
Сцена из раскопок Ниневии (1852). Масло, холст 125 x 106 см. Частная коллекция
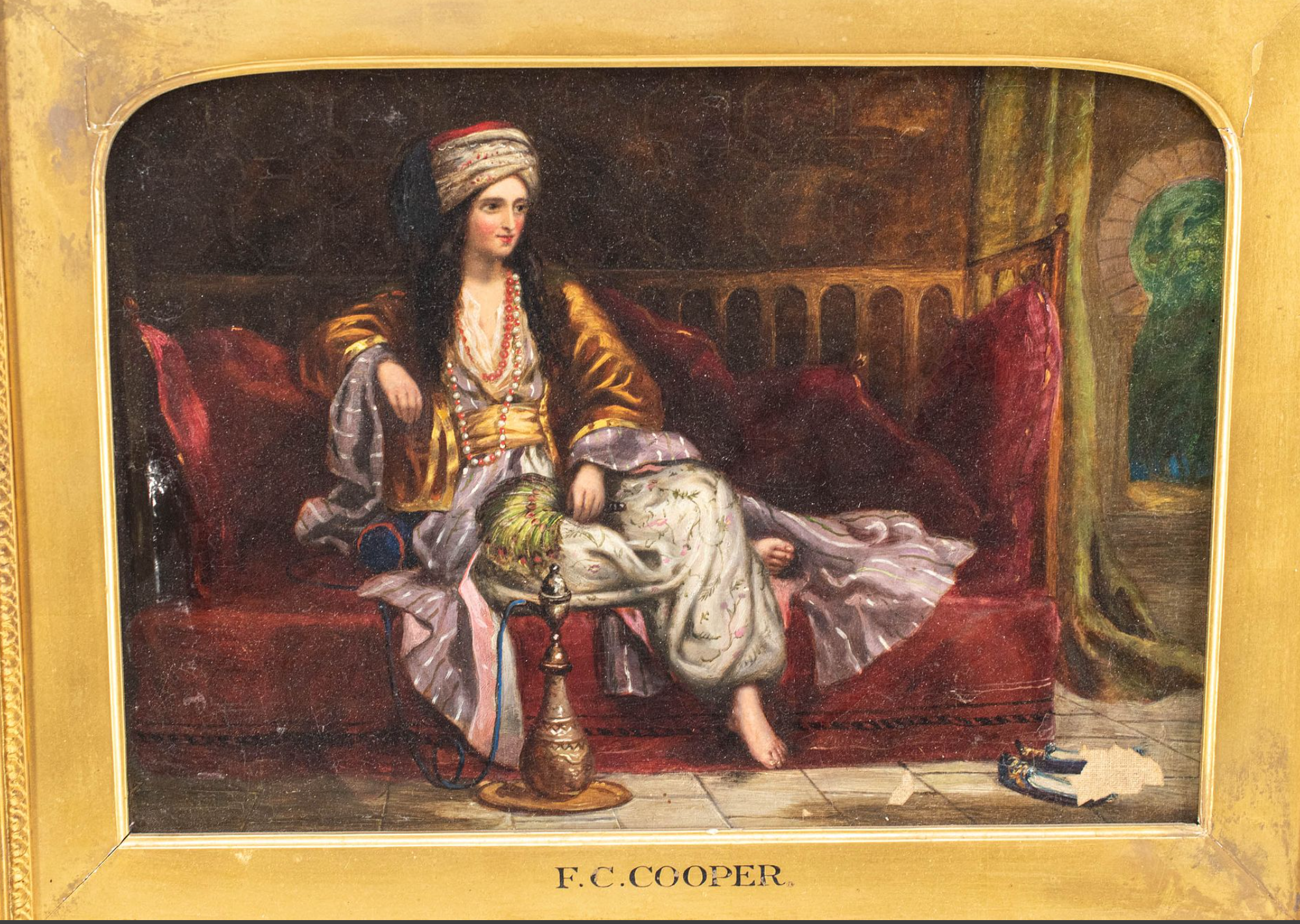
Отдыхающая женщина с кальяном (1860-е). Масло, холст 16 1/4 дюймов x 20 1/4 дюймов. Частная коллекция.